# Matthew's Ridge
Matthew's Ridge es una localidad de Guyana en la región Barima-Waini, 48 km al sudoeste de Port Kaituma.

## Historia
Durante la década de 1960 Matthew's Ridge fue considerada como área potencial para relocalizar la capital de Guyana. En aquella época constituía una importante explotación de minas de manganeso, luego cerradas.

## Clima
La región experimenta una fuerte variación entre temporada seca en los meses de agosto y septiembre, y lluviosa de marzo a junio y en diciembre y enero. Las temperaturas promedio varían entre 35 a 37,7 °C durante el día y 26 a 29,5 °C a la noche.

## Educación
Existe escuela elemental que puede recibir alumnos hasta el grado 9. Para asistir al secundario, los alumnos deben desplazarse a Port Kaituma. 

## Demografía
Según censo de población 2002 contaba con 687 habitantes. La estimación 2010 refiere a 646 habitantes.